# Paula Radcliffe
Paula Jane Radcliffe MBE (Davenham (Cheshire), 17 december 1973) is een Engelse atlete, die is gespecialiseerd in de lange afstanden. Zij was van april 2003 tot oktober 2019 wereldrecordhoudster op de marathon en van 2003 tot 2017 op de 10 km en is Europees recordhoudster op de 10.000 m (van augustus 2002 tot oktober 2020), 10, 25 en 30 km. Radcliffe won tweemaal goud bij de wereldkampioenschappen atletiek. Ook op de kortere afstand(en) heeft ze zich al meermalen bewezen. Haar persoonlijk record op de 5000 m is 14.31,42, ofwel zo'n vijftien seconden boven het wereldrecord. Haar prestaties op de marathon zijn sensationeel. Ze won acht van de tien wedstrijden en liep vier van de zes snelste tijden in deze discipline (peildatum december 2011). In totaal nam ze viermaal deel aan de Olympische Spelen en won hierbij geen medailles. In eerste instantie was ze met name succesvol op de baan, later op de weg.

## Biografie

### Privé
Radcliffe werd geboren in Davenham vlak bij Northwich in een sportieve familie. Ze groeide op in Barnton voordat ze naar Kingsley verhuisde. Ze studeerde Frans, Duits en economie aan de Loughborough University.
Op 15 april 2000 trouwde ze in Bedford met Gary Lough, haar coach en 1500 meterloper. Op 33-jarige leeftijd schonk ze het leven aan haar eerste kind. In 2010 kreeg Paula Radcliffe haar tweede kind, een zoon.

### Eerste successen
Internationale bekendheid verkreeg Paula Radcliffe, toen ze op 21 maart 1992 op een besneeuwd parcours in Boston een gouden medaille won bij het wereldkampioenschap veldlopen. Ze veroverde de wereldtitel met een ruime voorsprong op Wang Junxia en Gete Wami, ondanks dat ze het hele seizoen te kampen had gehad met longontsteking. Het jaar erop werd ze op negentienjarige leeftijd op de wereldkampioenschappen in Stuttgart zevende op de 3000 m. In 1994 moest ze wegens een voetblessure een pauze inlassen.
Toen Radcliffe na haar blessure terugkeerde op de baan, raakte haar sportcarrière in een stroomversnelling. Ze kwalificeerde zich voor de WK van 1995 in Göteborg en eindigde daar als vijfde op de 5000 m. Aan het einde van het jaar behoorde haar 3000 m- en 5000 m-tijden tot de vijf snelste tijden ter wereld.
In 1996 werd Radcliffe voor het eerste Brits kampioene op de 5000 m. Dat jaar maakte ze in deze discipline ook haar olympische debuut op de Olympische Spelen van Atlanta. Ze kwalificeerde zich voor de finale en werd uiteindelijk vijfde in 15.13,11. De wedstrijd werd gewonnen door de Chinese Wang Junxia, die het olympische record verbeterde naar 14.59,88.
Vanaf 1998 begon ze zich te specialiseren op de 10.000 m. Bij haar debuut in Londen verbeterde ze gelijk het bijna zeven jaar oude Britse record van Liz McColgan. Haar eerste echte seniorenmedaille behaalde ze een jaar later. Op de WK in Sevilla won ze een zilveren medaille op de 10.000 m. In de Britse recordtijd van 30.27,13 eindigde ze achter de Ethiopische winnares Gete Wami (goud; 30.24,56) en voor de Keniaanse Tegla Loroupe, die eveneens een nationaal record liep van 30.23,03.
Met een vierde plaats viste Radcliffe op de Olympische Spelen van 2000 in Sydney en op de WK in 2001 in het Canadese Edmonton net naast de medailles.

### Overstap naar de marathon

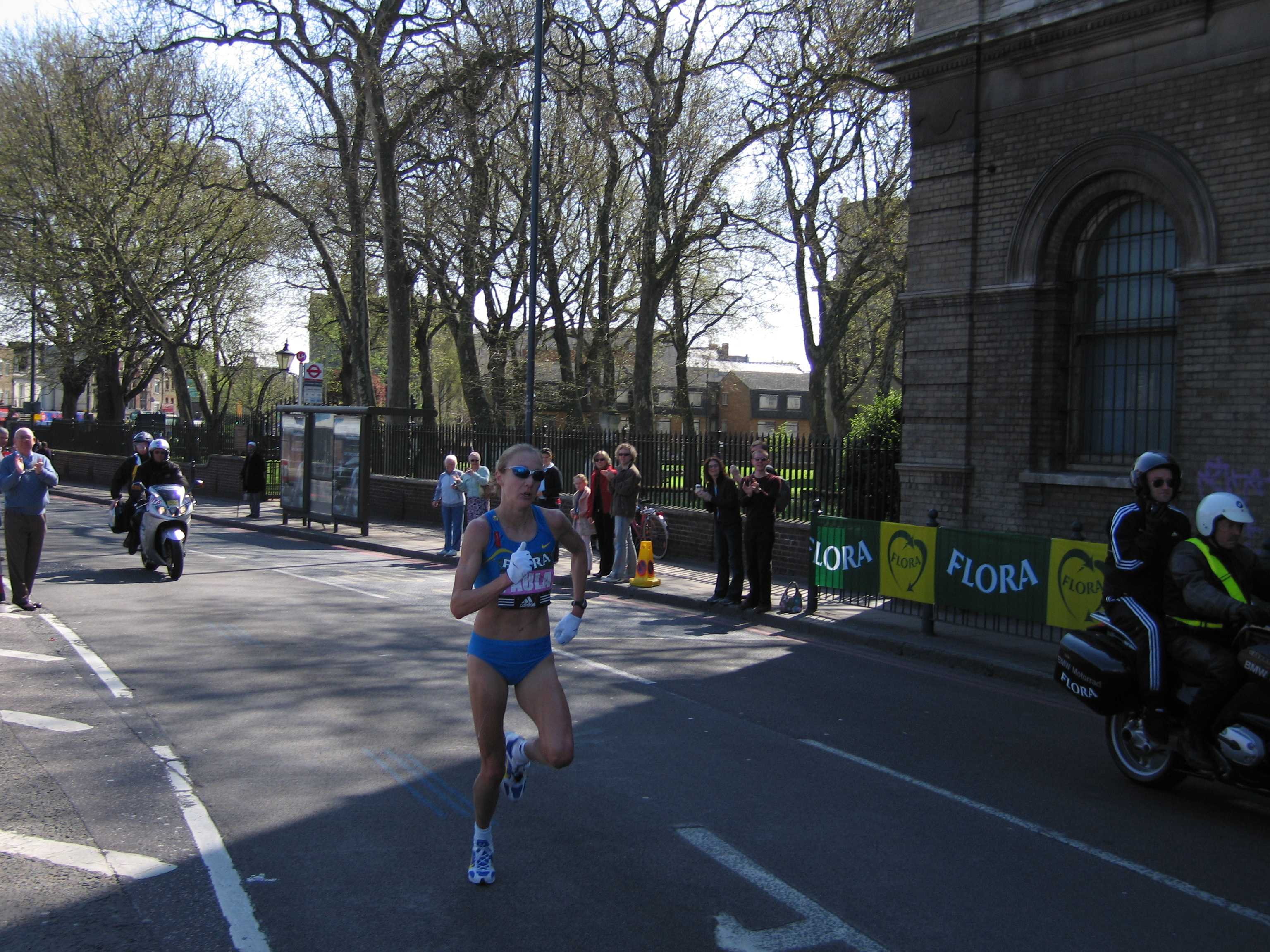
Tijdens de Londen Marathon 2005

In 2002 maakte Radcliffe haar overstap naar de marathon. Hierop zou ze haar grootste successen behalen. Op de Londen Marathon 2002 liep ze als debutante gelijk een snelle 2:18.56. Ze miste hierbij het wereldrecord op slechts 10 seconden, maar won wel de wedstrijd. Datzelfde jaar nog verbeterde ze het wereldrecord naar 2:17.17 op de Chicago Marathon.
Op de marathon van Londen in 2003 verbeterde ze het wereldrecord op de marathon naar 2:15.25 en liep hierbij een gemiddeld tempo van 3 minuut en 12,56 seconden per kilometer. Het was voor het eerst in de geschiedenis dat de snelste tijd van de mannen en de vrouwen minder dan tien minuten van elkaar verwijderd waren (2:15.25 om 2:05.38). Met haar overwinning verdiende ze 255.000 dollar, daarnaast zou ze ook 400.000 startgeld hebben ontvangen.
Op de Olympische Spelen van 2004 in Athene kwalificeerde ze zich voor zowel de 5000 m als de marathon. Doordat de evenementen slechts vijf dagen uit elkaar lagen, besloot ze als 30-jarige wereldrecordhoudster op de marathon en grote favoriete voor de olympische eindoverwinning voor dit onderdeel te kiezen. De eerste 24 km liep ze in Athene aan kop van de wedstrijd. Alles liep voortvarend bij een temperatuur van 35 graden. Nadat de Japanse Mizuki Noguchi bij haar wegliep, kon ze echter niet versnellen. Hierna ging het snel bergafwaarts en besloot ze wegens uitdrogingsverschijnselen de strijd te staken, toen ze vierde lag in de wedstrijd. Teleurgesteld verliet ze het strijdtoneel.
Het jaar 2005 begon ze voortvarend met het winnen van de marathon van Londen. Met een tijd van 2:17.42 zette ze de snelste tijd ooit op de klokken die in een marathon met alleen vrouwen werd gelopen. Deze wedstrijd geniet bekendheid, doordat Paula Radcliffe tijdens de race last had van haar darmen. Ze maakte een toiletstop en zat vlak bij het publiek langs de kant van de weg. Na afloop bood ze publiekelijk haar excuses aan voor dit gebeuren. "Ik verloor te veel tijd doordat ik kramp had in mijn darmen. Ik dacht als ik snel ga is het over". In november 2006 werd dit incident in Groot-Brittannië verkozen tot het meest memorabele uit een top tien van televisiemomenten uit de Britse hardloopgeschiedenis.

### Goud op het WK 2005
Op de WK van 2005 in Helsinki ging ze op de twee langste loopdisciplines van start. Op de 10.000 m maakte ze het tempo, maar kon dit tot slechts halverwege volhouden. Bij het ingaan van de laatste ronde kon ze nog aansluiting krijgen met de kopgroep, maar moest toen de vier Ethiopische atletes laten gaan en werd uiteindelijk negende. Op de marathon verging het haar beter en won ze een gouden medaille. Met een kampioenschapsrecord van 2:20.57 versloeg ze de Keniaanse Catherine Ndereba (zilver; 2:22.01) en de Roemeense Constantina Dita-Tomescu (brons; 2:39.19). "Het ging allemaal redelijk zoals gepland. Als ik in de slotfase nog bij iemand zou zijn geweest, had ik nog wat meer kunnen doortrekken". Ze kreeg samen met drie andere Britse loopsters de bronzen medaille in de teamwedstrijd.

### Nieuwe successen na haar zwangerschap

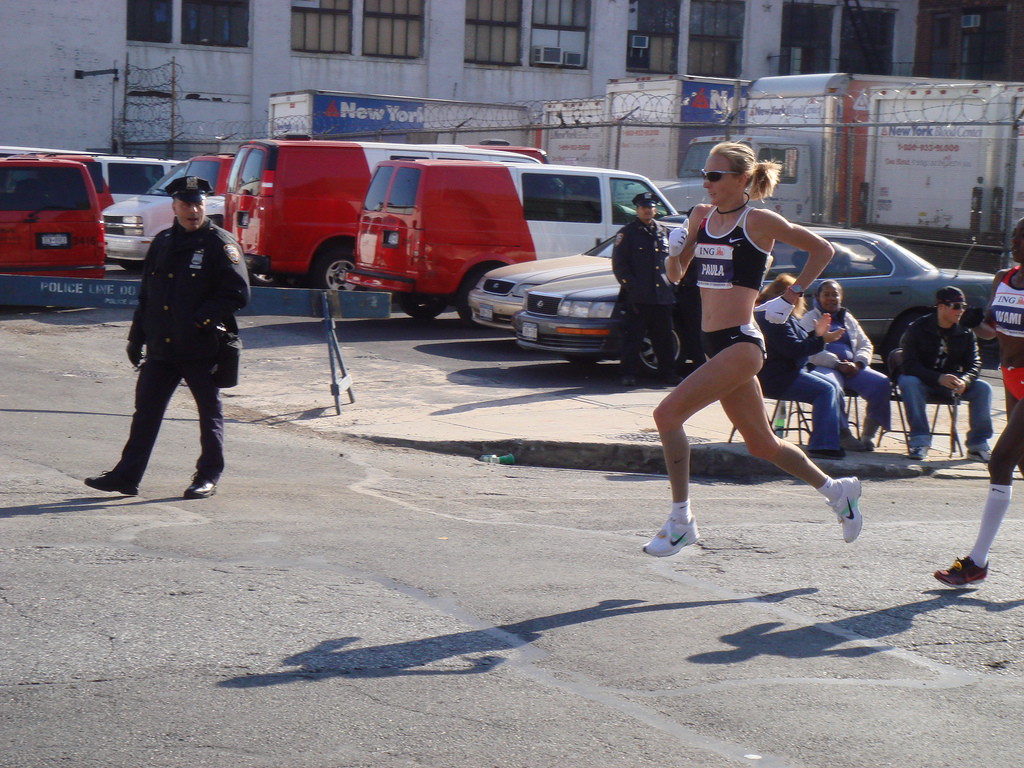
Paula Radcliffe op weg naar haar overwinning tijdens de New York City Marathon 2007

Op 4 november 2007 won ze de New York City Marathon, na een tweejarige pauze vanwege de geboorte van haar eerste kind, en versloeg in een spannende wedstrijd, waarbij Gete Wami Paula tot de 41-ste km in haar kielzog volgde, al haar tegenstanders. "Ik heb het marathons lopen heel erg gemist", zei ze tegenover verslaggevers na haar zege. "Dit is zoveel beter dan gewoon trainen in het veld of in de gym. Dit is waar het allemaal om gaat. Daarom heb ik ook zo lang getraind om terug te komen op dit niveau."

### Olympische Spelen van Peking
Wegens een teenblessure, die ze opliep tijdens een trainingsstage in Mexico, kon ze op de 13 april 2008 niet meedoen aan de marathon van Londen. "Ik baal verschrikkelijk. Dit zou de perfecte test zijn geweest voor de Olympische Spelen." Eerder gaf de aan astma lijdende Radcliffe te kennen zich geen zorgen te maken over de luchtkwaliteit in Peking en alle risico's overdreven te vinden: "Ik moet gewoon mijn medicatie goed afstemmen, maar verder maak ik me er niet erg druk om. Bovendien voel je meestal pas na de race de effecten van luchtvervuiling. Maar of het me iets kan schelen als ik de volgende ochtend een zere keel heb en een beetje ziek ben, terwijl ik de dag ervoor gewonnen heb? Nee, ik denk het niet. Ik vrees eerlijk gezegd dat ik meer last zal hebben van de hitte en vochtigheid."
Op de Olympische Spelen van 2008 in Peking eindigde ze op een 23e plaats in 2:32.38. Onderweg kreeg ze kramp en moest ze enige tijd pauzeren.

### Constant niveau
Op 2 november 2008 won Paula Radcliffe voor de derde keer de marathon van New York. Ze liep bijna 9 minuten sneller dan in Peking. Nu was haar tijd 2:23.56. Vanwege hoogteverschillen is de New York marathon moeilijker dan die van Londen. Dit in aanmerking nemend, liep ze al gedurende zes jaar op een constant niveau.

### Astma
Nadat ze op veertienjarige leeftijd serieus begon te trainen, werd bij haar astma ontdekt. Volgens eigen zeggen ondervindt ze tijdens haar sportieve prestaties geen hinder van deze kwaal. Elke morgen voordat ze haar huis uitgaat, gebruikt ze haar inhaler en voor haar inspanningen zorgt ze voor een adequate warming-up. Ook gebruikte ze medicijnen. Radcliffe is ambassadrice van het fonds en hielp met haar sportieve prestaties 500.000 pond bijeen te krijgen voor het fonds ten behoeve van onderzoek.
Radcliffe is aangesloten bij de Bedford & County Athletics Club.

## Titels
- Wereldkampioene marathon - 2005
- Wereldkampioene halve marathon - 2000, 2001, 2003
- Wereldkampioene veldlopen - 2001, 2002
- Wereldjeugdkampioene veldlopen - 1992
- Europees kampioene veldlopen - 1998
- Europees kampioene 10.000 m - 2002
- Gemenebestkampioene 5000 m - 2002
- Brits kampioene 5000 m - 1996, 2000
- Europees kampioene 3000 m U23 - 1992

## Wereldrecords
| Afstand        | Tijd    | Datum            | Plaats   | Extra                  |
| -------------- | ------- | ---------------- | -------- | ---------------------- |
| 5 km           | 14.57   | 2 september 2001 | Londen   | Niet erkend?           |
| 5 km           | 14.51   |                  |          | Niet erkend?           |
| 5 km           | 14.48   |                  |          | Niet erkend?           |
| 10 km          | 30.21   | 23 februari 2003 | San Juan | Erkend                 |
| 20 km          | 1:03.26 | 6 oktober 2001   | Bristol  | Niet erkend (downhill) |
| halve marathon | 1:05.40 | 7 oktober 2001   | Bristol  | Niet erkend (downhill) |
| marathon       | 2:17.18 | 13 oktober 2002  | Chicago  | Erkend                 |
| marathon       | 2:15.25 | 13 april 2003    | Londen   | Erkend                 |

## Persoonlijke records
Baan
| Onderdeel   | Prestatie            | Datum            | Plaats       |
| ----------- | -------------------- | ---------------- | ------------ |
| 400 m       | 58,9                 | 1992             |              |
| 800 m       | 2.05,22              | 1995             |              |
| 1000 m      | 2.47,17              | 1993             |              |
| 1500 m      | 4.05,37              | 1 juli 2001      | Glasgow      |
| 1 Eng. mijl | 4.24,94              | 14 augustus 1996 | Zürich       |
| 2000 m      | 5.39,20              | 29 augustus 1993 | Sheffield    |
| 3000 m      | 8.22,20              | 19 juli 2002     | Monaco-Ville |
| 2 Eng. mijl | 9.32,47              | 23 mei 1999      | Loughborough |
| 5000 m      | 14.29,11             | 20 juni 2004     | Bydgoszcz    |
| 10.000 m    | 30.01,09 (ex-ER; NR) | 6 augustus 2002  | München      |

Weg
| Onderdeel      | Prestatie                  | Datum            | Plaats   |
| -------------- | -------------------------- | ---------------- | -------- |
| 5 km           | 14.57                      | 2 september 2001 | Londen   |
| 10 km          | 30.21 (ex-WR; ex-ER)       | 23 februari 2003 | San Juan |
| 15 km          | 47.44                      | 7 oktober 2001   | Bristol  |
| 10 Eng. mijl   | 52.39                      | 13 oktober 2002  | Chicago  |
| 20 km          | 1:03.26                    | 6 oktober 2001   | Bristol  |
| halve marathon | 1:06.47                    | 7 oktober 2001   | Bristol  |
| 25 km          | 1:22.47 (ER)               | 14 augustus 2001 | Helsinki |
| 30 km          | 1:39.22 (ER)               | 14 augustus 2001 | Helsinki |
| marathon       | 2:15.25 (ex-WR; ex-ER; NR) | 13 april 2003    | Londen   |

## Palmares

### 3000 m
Kampioenschappen
- 1992: 4e WJK (Seoel) - 8.50,18
- 1993: 7e WK (Stuttgart) - 8.40,40
- 1995: 4e Grand Prix Finale (Monaco) - 8.42,55
- 1997:  Europacup (München)
- 1999: 4e Grand Prix Finale (München) - 8.46,19
- 2004:  Europacup (Bydgoszcz) - 8.39,08
- 2005:  Europacup B (Leiria) - 8.50,18

Golden League-podiumplekken
- 1999:  Weltklasse Zürich (Zürich) – 8.27,40
- 2002:  Herculis (Monaco) – 8.22,20

### 5000 m
- 1995: 5e WK (Göteborg) - 14.57,02
- 1996: 5e OS (Atlanta) - 15.13,11
- 1996: 4e Grand Prix Finale (Milaan) - 14.56,36
- 1997: 4e WK (Athene) - 15.01,74
- 1997:  Grand Prix Finale (Fukuoka) - 15.17,02
- 1998:  Europacup (Sint-Petersburg)
- 1999:  Europacup (Parijs)
- 2001:  Europacup (Bremen)
- 2002:  Gemenebestspelen (Manchester) - 14.31,42
- 2004:  Europacup (Bydgoszcz) - 14.29,11
- 2005:  Europacup B (Leiria) - 15.27,67

### 10.000 m
- 1998: 5e EK (Boedapest) - 31.36,51
- 1999:  WK - 30.27,13
- 2000: 4e OS - 30.26,97
- 2001: 4e WK - 31.50,06
- 2002:  EK - 30.01,09
- 2005: 9e WK - 30.42,75

### 15 km
- 2014: 5e Montferland Run - 52.48

### 10 Eng. mijl
- 2008:  Great South Run - 51.11

### halve marathon
- 1999:  Great North Run - 1:09.37
- 2000:  Great North Run - 1:07.07
- 2000:  WK (Veracruz) - 1:09.07
- 2001:  WK (Bristol) - 1:06.47
- 2003:  Great North Run - 1:05.39
- 2003:  WK (Vilamoura) - 1:07.35
- 2007:  Great North Run - 1:07.35
- 2009:  halve marathon van New York - 1:09.45
- 2012:  halve marathon van Wenen - 1:12.03

### marathon
- 2002:  marathon van Londen - 2:18.56
- 2002:  Chicago Marathon - 2:17.18 (WR)
- 2003:  marathon van Londen - 2:15.25 (WR)
- 2004: DNF OS
- 2004:  New York City Marathon - 2:23.10
- 2005:  marathon van Londen - 2:17.42
- 2005:  WK - 2:20.57
- 2007:  New York City Marathon - 2:23.09
- 2008: 23e OS - 2:32.28
- 2008:  New York City Marathon - 2:23.56
- 2009: 4e New York City Marathon - 2:29.27
- 2011:  marathon van Berlijn - 2:23.46
- 2012: DNS OS

### veldlopen
- 1991: 15e WK voor junioren in Antwerpen - 14.50
- 1992:  WK voor junioren in Boston - 13.30
- 1993: 18e WK in Amorebieta - 20.34
- 1995: 18e WK in Durham (Engeland) - 21.14
- 1996: 19e WK in Stellenbosch - 21.13
- 1997:  WK in Turijn - 20.55
- 1998:  WK in Marrakesh - 25.42
- 1998:  EK - 18.07
- 1999:  WK in Belfast - 28.12
- 2000: 4e WK (korte afstand) in Vilamoura - 13.01
- 2000: 5e WK (lange afstand) in Vilamoura - 26.03
- 2001:  WK (korte afstand) in Oostende - 14.47
- 2001:  WK (lange afstand) in Oostende - 27.49
- 2002:  WK (lange afstand) in Dublin - 26.55
- 2003:  EK - 22.04 ( in het landenklassement)

## Onderscheidingen
- Abebe Bikila Award - 2006
- IAAF-atlete van het jaar - 2002
- British Sports Personality of the Year - 2002

## Boek
- Paula: My Story So Far (Paula Radcliffe with David Walsh) ISBN 0-7432-5242-X[6]

1983 Grete Waitz ·
1987 Rosa Mota ·
1991 Wanda Panfil ·
1993 Junko Asari ·
1995 Manuela Machado ·
1997 Hiromi Suzuki ·
1999 Jong Song-ok ·
2001 Lidia Şimon ·
2003 Catherine Ndereba ·
2005 Paula Radcliffe ·
2007 Catherine Ndereba ·
2009 Bai Xue ·
2011 Edna Kiplagat ·
2013 Edna Kiplagat ·
2015 Mare Dibaba ·
2017 Rose Chelimo ·
2019 Ruth Chepngetich ·
2022 Gotytom Gebreslase ·
2023 Amane Beriso Shankule
- Bibliothèque nationale de France: cb16587016k (data)
- Gemeinsame Normdatei: 173761402
- World Athletics: 14276130
- International Standard Name Identifier: 0000 0000 7908 2344
- Library of Congress Control Number: nb2007014747
- MusicBrainz: 275af56d-55e3-47ec-bb53-ccb12cd7d5b4
- Bibliotheek van het Japanse parlement: 001111183
- Nationale Bibliotheek van Tsjechië: pna2005301642
- Nationale Bibliotheek van Polen: a0000002781664
- Système universitaire de documentation: 143339869
- Virtual International Authority File: 36445500
- WorldCat: E39PBJmDhTGJHxDdwkCGkHQg8C